# 蜜雪兒·菲佛
米歇尔·法伊弗（英語：Michelle Pfeiffer，1958年4月29日—），美国女演员，2007年並當選「好萊塢形象巡迴代表」。
成名作為1983年的《疤面煞星》（Scarface）及1993年《純真年代》（The Age of Innocence）。最知名作品是1992年電影《蝙蝠侠归来》裡反派角色貓女，近作有2007年的喜劇歌舞片《髮膠明星夢》裡的反派角色；曾經提名奧斯卡最佳女主角獎及金球獎。

## 生平

### 早年
1958年出生於美國加利福尼亞州聖安娜，父親Richard是空調技師，母親Donna（閨姓Taverna）是家庭主婦。蜜雪兒在家中排行第二，有一個哥哥及兩個妹妹。
米雪大學於社區大學金西学院就讀，1978年仍然在學的她贏得橘郡小姐；及後參选洛杉磯小姐，被擔任評判的經理人發掘成為演員。

### 事業
1980年，米雪在多部電視劇飾演小角色後轉投影壇；1982年在《油脂2》中擔任女主角，但電影劣評如潮，甚至令她沒有工作。
1983年，《疤面煞星》的導演本來拒絕了米雪的試鏡，但在製片人的堅持下改變了主意。電影在票房上的成功，令她隨後參演了多部電影，成為票房保證。
1988年，米雪參演了電影《孽戀焚情》，表現備受讚賞，翌年被提名奧斯卡最佳女配角獎。1989年，力求突破的米雪參演的電影《一曲相思情未了》，無論在票房、風評也取得重大成功，令她在多個頒獎禮中成為影后，卻始終失落奧斯卡最佳女主角獎。
曾創下連續6年(1989~1994)獲得金球獎最佳女主角提名的輝煌紀錄，並於1993年以《槍聲響起》拿下國際三大影展之一的柏林影展影后頭銜。

## 演出作品

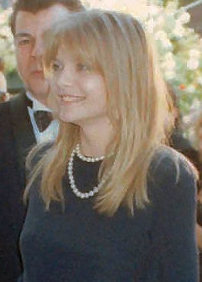
1990年奧斯卡。

- 《油脂續集》（Grease 2 ，1982）
- 《疤面煞星》（Scarface，1983）
- 《鷹女》（Ladyhawke，1985）
- 《孽戀焚情》（Dangerous Liaisons，1988），提名奧斯卡最佳女配角獎
- 《一曲相思情未了》（The Fabulous Baker Boys，1989）演走唱歌女，提名奧斯卡最佳女主角獎。
- 《現代愛情故事》（Frankie and Johnny，1991）
- 《蝙蝠侠归来》（Batman Returns，1992）飾演貓女/塞琳娜·凯尔
- 《心外幽情》（The Age of Innocence，1993）飾演伯爵夫人
- 《妖之戀》（Wolf，1994）飾演千金小姐/蘿拉
- 《非常教師》（Dangerous Minds，1995）飾演教師/蘿恩
- 《愛情吉日》（One Fine Day，1996）
- 《捨不得你》（Up Close and Personal，1996）
- 《失蹤時刻》（The Deep End of the Ocean，1999）
- 《咫尺閃靈》（What Lies Beneath，2000）
- 《真心男女》（The Story of Us，2000）
- 《不一樣的爸爸》（I am Sam，2001）
- 《毒自美麗》（White Oleander，2002）
- 《魔幻星塵》（Star Dust，2007）
- 《戀愛大爆髮》（Hairspray，2007）
- 《誘心唔怕遲》（I could never be your woman，2007）
- 《真愛效應》（Personal Effects，2008）
- 《熟女寵愛》（Chéri，2009）
- 《緣滿除夕夜》（New Year's Eve，2011）
- 《怪誕黑家族》（Dark Shadows，2012）
- 《麻辣黑幫》（The Family，2013）
- 《媽媽！》（Mother!，2017)
- 《東方快車謀殺案》（Murder on the Orient Express，2017）
- 《蟻俠2：黃蜂女現身》（Ant-Man and the Wasp，2018）
- 《復仇者聯盟：終局之戰》（Avengers: Endgame，2019）
- 《黑魔女2》（Maleficent: Mistress of Evil，2019）
- 《第一夫人》（The First Lady ，2022）
- 《蟻人與黃蜂女：量子狂熱》（Ant-Man and the Wasp: Quantumania，2023）

## 外部連結
- 蜜雪兒·菲佛在互联网电影资料库（IMDb）上的資料（英文）
- 蜜雪兒·菲佛在TV.com
- 蜜雪兒·菲佛的Instagram帳戶

| 前任： 茱蒂·丹契 《窗外有情天》 | 英國電影學院獎最佳女配角 1989 | 繼任： 琥碧·戈柏 《靈異第六感生死戀》 |

1. ↑  . Hollywood Life. 2022-05-12  [2023-07-23]. （原始内容存档于2023-08-27）.